# Lista över flygolyckor i Sverige
Ett axplock över flygolyckor i Sverige
| Tidpunkt   | Flygplanstyp                              | Registrering | Operatör                                   | Omkomna | Plats                                          | Kategori                                              |
| ---------- | ----------------------------------------- | ------------ | ------------------------------------------ | ------- | ---------------------------------------------- | ----------------------------------------------------- |
| 1936-06-09 | Fokker F.XXII                             | SE-ABA       | AB Aerotransport                           | 1       | Kirsebergsstaden, Malmö                        |                                                       |
| 1944-03-06 | Boeing B-17 Flying Fortress               | 42-40006     | U.S. Eighth Air Forces 1st Bomb Division   | 0       | Mästermyr, Gotland                             | O1 > 42-40006                                         |
| 1944-05-08 | Boeing B-17 Flying Fortress               | 42-38008     | US Army Air Forces                         | 0       | nära Vållö, Östersjön                          | O1 > 42-38008                                         |
| 1944-05-24 | Boeing B-17 Flying Fortress               | 42-107178    | US Army Air Forces                         | 3       | nära Örnahusen, Simrishamn                     | O1 > 42-107178                                        |
| 1944-08-28 | Lockheed L-18 Lodestar                    | G-AGIH       | BOAC                                       | 11      | Kinnekulle                                     | A1                                                    |
| 1944-11-29 | Focke-Wulf Fw 200                         | D-ARHW       | Lufthansa                                  | 10      | nära Måkläppen, Falsterbo                      | C1                                                    |
| 1947-08-09 | Douglas DC-3/C-47A-80-DL                  | SE-BAY       | AB Aerotransport                           | 1       | Malmö-Bulltofta flygplats                      | A1                                                    |
| 1949-02-08 | Vickers 628 Viking 1B                     | OY-DLU       | DDL                                        | 27      | utanför Barsebäck, Öresund                     | A1                                                    |
| 1950-09-23 | Avro Nineteen                             | SE-BRS       | Svenska Aero                               | 10      | Karlstads gamla flygplats                      | A1 Lista över katastrofer efter antalet döda svenskar |
| 1951-02-16 | J-26 Mustang                              |              | Svenska flygvapnet                         | 1       | Jungfruberget, Falun                           | A1, Kom för lågt flög Nord Sydlig riktning            |
| 1951-02-18 | Vickers Valetta C.1                       | VX514        | RAF                                        | 1       | nära Stockholm-Bromma flygplats                | A1                                                    |
| 1951-07-14 | Lockheed 14 Super Electra                 | SE-BTN       | Airtaco                                    | 6       | Stockholm-Bromma flygplats                     | A1                                                    |
| 1952-06-13 | DC-3                                      |              | Svenska flygvapnet                         | 8       | Öster om Gotland                               | C1                                                    |
| 1952-11-26 | Lockheed 18-56 Lodestar                   | SE-BTK       | Aero-Nord Sweden                           | 2       | Jönköpings flygplats                           | A1                                                    |
| 1953-01-11 | Lockheed 18-56 Lodestar                   | SE-BUX       | Airtaco                                    | 2       | nära Jönköpings flygplats                      | A1                                                    |
| 1953-09-03 | 3 st Saab 29 Tunnan                       |              | Svenska flygvapnet                         | 3       | Bråvikens mynning                              | A1                                                    |
| 1955-05-02 | 4 st Saab 29 Tunnan                       |              | Svenska flygvapnet                         | 4       | sjön Nedre Glottern, nära F13                  | A1                                                    |
| 1955-08-21 | Saab 29 Tunnan                            | 29117, 29121 | Svenska flygvapnet                         | 2       | Nära Glamsjö, Halland                          | A1                                                    |
| 1956-10-30 | Percival Pembroke (Tp 83)                 | 83003/F1-33  | Svenska flygvapnet                         | 7       | Finnslätten, nära Västerås flygplats           | A1                                                    |
| 1958-11-07 | Saab 29 Tunnan                            | 29185, 29193 | Svenska flygvapnet                         | 2       | Ärna flygplats                                 | A1, Kollision i luften                                |
| 1963-05-29 | A 32 Lansen                               |              | Svenska flygvapnet                         | 3       | Landsort                                       | A1, kollision i luften (bild)                         |
| 1963-10-03 | Aérospatiale Alouette II                  |              | Svenska Marinen                            | 3       | Boxviks kile, Orust                            | A1, kollision med kraftledning                        |
| 1964-11-20 | Convair CV-440-75                         | SE-CCK       | Linjeflyg                                  | 31      | nära Ängelholm flygplats                       | A1 > LF 277                                           |
| 1969-12-04 | Rockwell 1121B Jet Commander              | SE-DCY       | Ehrenstrom Flyg                            | 2       | Stockholm-Bromma flygplats                     | A1                                                    |
| 1970-01-05 | Convair CV-990-30A-5                      | EC-BNM       | Spantax                                    | 5       | Arlanda                                        | A1 > Spantax CV-990                                   |
| 1971-06-18 | Cessna 182L Skylane                       | OH-CCI       | Privat                                     | 4       | mellan Ryd och Krampen, Småland                | A1                                                    |
| 1971-10-30 | Reims FR.172F Rocket                      | SE-FKH       | Bohusflyg                                  | 5       | i närheten av Viksjön, Dalsland                |                                                       |
| 1972-10-10 | Piper PA-31 Navajo                        |              | Business Air Service, chartrad av Syd-Aero | 8       | nära Möljerud, 6 km norr om Kallinge flygplats | A1                                                    |
| 1973-04-29 | Cessna FRA150L Aerobat                    | SE-FZB       | Aeroklubben Torslanda                      | 1       | Arnebo, Kungälv                                | A1                                                    |
| 1974-05-13 | Piper Cherokee Warrior                    | SE-GDT       | Umeå flygklubb                             | 4       | Ivarsboda utanför Umeå                         |                                                       |
| 1977-01-15 | Vickers 838 Viscount                      | SE-FOZ       | Skyline Sweden, hyrd av Linjeflyg          | 22      | nära Stockholm-Bromma flygplats                | A1 > LF 618                                           |
| 1979-10-15 | Beechcraft 95-D 55                        | OH-BBI       |                                            | 4       | Helgasjön nära Växjö-Kronoberg flygplats       | A1                                                    |
| 1984-08-19 | Cessna F 337 G                            | SE-GMZ       | Kustbevakningen                            | 2       | Söder om Falsterbo                             | A1                                                    |
| 1986-11-07 | Mooney M 20                               | SE-IVH       | Privat                                     | 3       | Norr om Vaggeryd                               | A1                                                    |
| 1987-08-26 | Cessna 182 RG                             | SE-GHO       | Privat                                     | 4       | Utanför Ockelbo                                | A1                                                    |
| 1989-05-08 | Beechcraft 99                             | SE-IZO       | Holmström Flyg                             | 16      | nära Oskarshamns flygplats                     | A1 > Oskarshamn '89                                   |
| 1990-04-20 | Cessna 21DR                               | SE-IPZ       | Privat                                     | 2       | Sala                                           | A1                                                    |
| 1991-12-27 | McDonnell Douglas DC-9/MD-81              | OY-KHO       | SAS                                        | 0       | nära Gottröra                                  | A1 > SK 751                                           |
| 1994-12-25 | Jodel D117                                | SE-XEU       | Privat                                     | 2       | 6 km Väster om Lit nära Östersund              | A1                                                    |
| 1997-08-09 | Cessna A 185F                             | SE-FRR       | XYZ Flygtjänst HB                          | 3       | Hävlingen                                      | A1                                                    |
| 1999-12-09 | Piper PA-31-350 Chieftain                 | SE-GDN       | Twin Air                                   | 8       | Kvickberget, Sundsvall Timrå Airport           | A1                                                    |
| 2004-08-06 | Cessna 206                                | SE-GOP       | Östersunds Fallskärmsklubb                 | 4       | Optands flygfält                               | A1                                                    |
| 2006-10-26 | CASA C-212 Aviocar 200                    | SE-IVF       | Kustbevakningen                            | 4       | Falsterbokanalen                               | A1                                                    |
| 2012-03-15 | Lockheed C-130J-30 Hercules               | 5630         | Norges flygvapen                           | 5       | Kebnekaise                                     | A1 > NoAF 5630                                        |
| 2016-01-08 | Canadair CRJ200                           | SE-DUX       | West Air Sweden                            | 2       | Nära sjön Akkajaure                            | A1                                                    |
| 2018-06-01 |                                           |              | Privat                                     | 1       | Östersund                                      | E1                                                    |
| 2019-07-14 | GippsAero GA8 TC320 Airvan                | SE-MES       | Skydive Umeå AB                            | 9       | Umeå                                           | A1                                                    |
| 2019-11-30 | Diamond DA20                              | SE-MIJ       | Blekinge Flygklubb                         | 1       | Ronneby                                        | A1                                                    |
| 2021-07-08 | de Havilland Canada DHC-2 Beaver, turbine | SE-KKD       |                                            | 9       | Örebro flygplats                               |                                                       |

Kategorier:
A = Olycka
I = Tillbud
H = Kapning
C = Kriminell händelse (sabotage, nerskjutning)
O = Annan händelse (markeld, sabotage)
E= Ej utredda av SHK men rubricerad som olycka av polismyndigheten

1 = Förlust av flygplanskropp
2 = Reparerbar skada